# The Pirate Bay
The Pirate Bay (ofte forkortet TPB) er verdens største Bittorrent-indeks. Den blev grundlagt af Gottfrid "anakata" Svartholm og Fredrik "TiAMO" Neij i slutningen af 2003, som en del af den svenske organisation Piratbyrån, men har siden oktober 2004 været en separat organisation. Trackeren fik for alvor vind i sejlene, da den slovenske hjemmeside Suprnova.org lukkede i slutningen af 2004. Suprnova havde været et af de største piratsites i verden, og The Pirate Bay overtog nu millioner af "hjemløse" pirater.
På serveren ligger der kun magnet links, som er ligesom torrents, hvor der ikke er brug for en tracker. Dermed ligger der ikke noget ophavsretsligt beskyttet materiale og/eller ulovligt materiale, men udelukkende links til ophavsretsligt beskyttet materiale. Derfor kan personerne bag The Pirate Bay – ifølge svensk lovgivning – ikke holdes ansvarlige for materialet som spredes via trackeren.
Den 26. november 2008 stadfæstede landsretten fogedrettens kendelse fra den 29. januar 2008 om at lukke for adgangen til The Pirate Bay for alle abonnenter hos internetudbyderen Tele2. Siden fulgte andre trop og lukkede for adgangen til den omdiskuterede torrent-tracker den 14. december 2008.
Endelig spærrede TDC også for adgangen til TPB (The PirateBay) den 19. januar 2009. Hvis man som TDC-privatkunde, eller kunde hos en anden ISP der benytter TDCs DNS-servere, forsøger sig adgang til den bandlyste torrent-tracker, mødes man af følgende besked:
| Citat | Du har prøvet at få adgang til en hjemmeside, som indeholder materiale, der krænker ophavsretten. Derfor er internetudbyderne blevet pålagt at blokere for adgang til siden. Vi vil opfordre dig til at bruge nogle af de mange muligheder for lovlig deling og adgang til film, musik eller andre produkter. Du kan se en samlet oversigt på www.sharewithcare.dk . | Citat |
|       | |       |

Også Stofa lukkede for deres kunders adgang til The Pirate Bay, hvilket betyder, at ingen større dansk ISP giver adgang.
Fullrate spærrede pr. 20. februar 2009 adgang til www.piratebay.org med følgende besked:
| Citat | Østre Landsret har ved kendelse af 26. november 2008 stadfæstet fogedrettens kendelse af 29. januar 2008, hvorefter Sonofon A/S er blevet pålagt at hindre sine kunders adgang til www.thepiratebay.org. På baggrund af kendelsen fra Østre Landsret har Fullrate besluttet at spærre for adgangen til siden. Fullrate har ikke foretaget nogen registrering af dit besøg på denne side. | Citat |
|       | |       |

Som modsvar på blokeringen offentliggjorde The Pirate Bay siden TheJesperBay.dk  (opkaldt efter rettighedshavernes og pladeselskabernes tidligere kommunikationsdirektør Jesper Bay), hvor de detaljeret forklarer hvordan man undgår spærringen.
Den 17. april 2009 blev de fire personer bag TPB Fredrik Neij, Peter Sunde, Gottfrid Svartholm Warg og Carl Lundström idømt en erstatning på 30 millioner svenske kroner, samt et års fængsel, ved retten i Stockholm.
Tirsdag 9. december 2014 blev Pirate Bays servere beslaglagt af det svenske politi, og dermed forsvandt tjenesten thepiratebay.se, men dukkede op igen senere fra en adresse på Costa Rica.
Tjenesten er ifølge domænet thepiratebay.se, som i mange år var hoveddomænet og alma mater for en verdensomspændende distribution af kopi-servere, sat til at dukke op igen den 1. februar 2015.
Den 4. april 2017 blev det mest kendte piratebay domæne "www.thepiratebay.se" sat til salg.
20. april 2017 er www.thepiratebay.org hoveddomænet.

## Er The Pirate Bay lovlig?
The Pirate Bay er kendt for at indexe ulovligt materiale såsom film og serier, så det bliver nemt for brugerne at gå til sitet, søge og downloade, men der er også meget lovligt matriale på The Pirate Bay såsom Linux-distributioner og matriale med en Copyleft eller Creative Commons licens.
Skaberen af materialet kan også være kommet med en helt tredje licens og have valgt at dele det på sider som f.eks. The Pirate Bay for at spare netomkostninger og computerkraft, samtidig med at give brugeren mulighed for at downloade indholdet hurtigere.
Ifølge svensk lovgivning er det ikke ulovligt at indexe torrents/magnet-links, men mange copyright-indehavere og andre regeringer har prøvet at lukke det og lykkedes et par gange, men siden er bare kommet op igen. Grunden til at folk prøver at lukke The Pirate Bay er ofte på grund af det copyrightede materiale, som bliver delt igennem siden.

## Ransagning december 2014
Den 9. december 2014 ransagede Stockholms politi virksomhedens lokaler og tog servere, computere og andet udstyr, hvilket resulterede i at siden gik ned. Ransagningen skete på foranledning af klager fra Rights Alliance, som er en svensk anti-pirat gruppe. Pirate Bay var en af mange torrent relaterede sider og apps, der gik ned, og et medlem af virksomheden blev arresteret. TorrentFreak rapporterede, at mange andre torrent-sider efterfølgende fik 5-10 % flere besøgende, og ransagningen havde ringe effekt på det samlede niveau af piratkopiering. En af sidens medstiftere Peter Sunde skrev på sin blog, at han var glad for at se siden lukket og ikke brød sig om, hvad hans efterfølgere havde gjort ved siden og kritiserede især den øgede brug af reklamer.
IsoHunt har siden kopieret en stor del af den oprindelige TPB-database og gjort den tilgængelig via oldpiratebay.org, et søgbart indeks for gamle Pirate Bay-torrents. IsoHunt udgav også et værktøj, kaldet The Open Bay, for at give brugerne mulighed for at distribuere deres egen version af Pirate Bays hjemmeside. Værktøjet har givet anledning til omkring 372 spejlede sider. Siden den 17. december 2014 har The Pirate Bays Facebook-side været utilgængelig.
Den 22. december 2014 blev webstedet genoptaget på domænet thepiratebay.se, der viste et ur med tiden i dage og timer, hvor hjemmesiden var offline og et blafrende piratflag. Fra denne dag blev TPB kørt for en periode fra Moldova, på Trabia Network (Moldo-German Company) servere. Pirate Bay begyndte derefter at bruge CloudFlare, et firma, der tilbyder omvendte proxy-tjenester. Den 1. januar 2015 præsenterede hjemmesiden en nedtælling til 1. februar 2015. Webstedet genopstod derpå med et fremtrædende føniks-logo, der vistes på domænet thepiratebay.se fra den 31. januar 2015.